# Keeni
Keeni är en ort i Estland. Den ligger i Sangaste kommun och landskapet Valgamaa, i den södra delen av landet, 190 km sydost om huvudstaden Tallinn. Keeni ligger 87 meter över havet och antalet invånare är 351.
Terrängen runt Keeni är platt. Runt Keeni är det glesbefolkat, med 10 invånare per kvadratkilometer. Närmaste större samhälle är Otepää, 17,3 km nordost om Keeni. Omgivningarna runt Keeni är en mosaik av jordbruksmark och naturlig växtlighet.